# Blair House (Kirkcudbright)

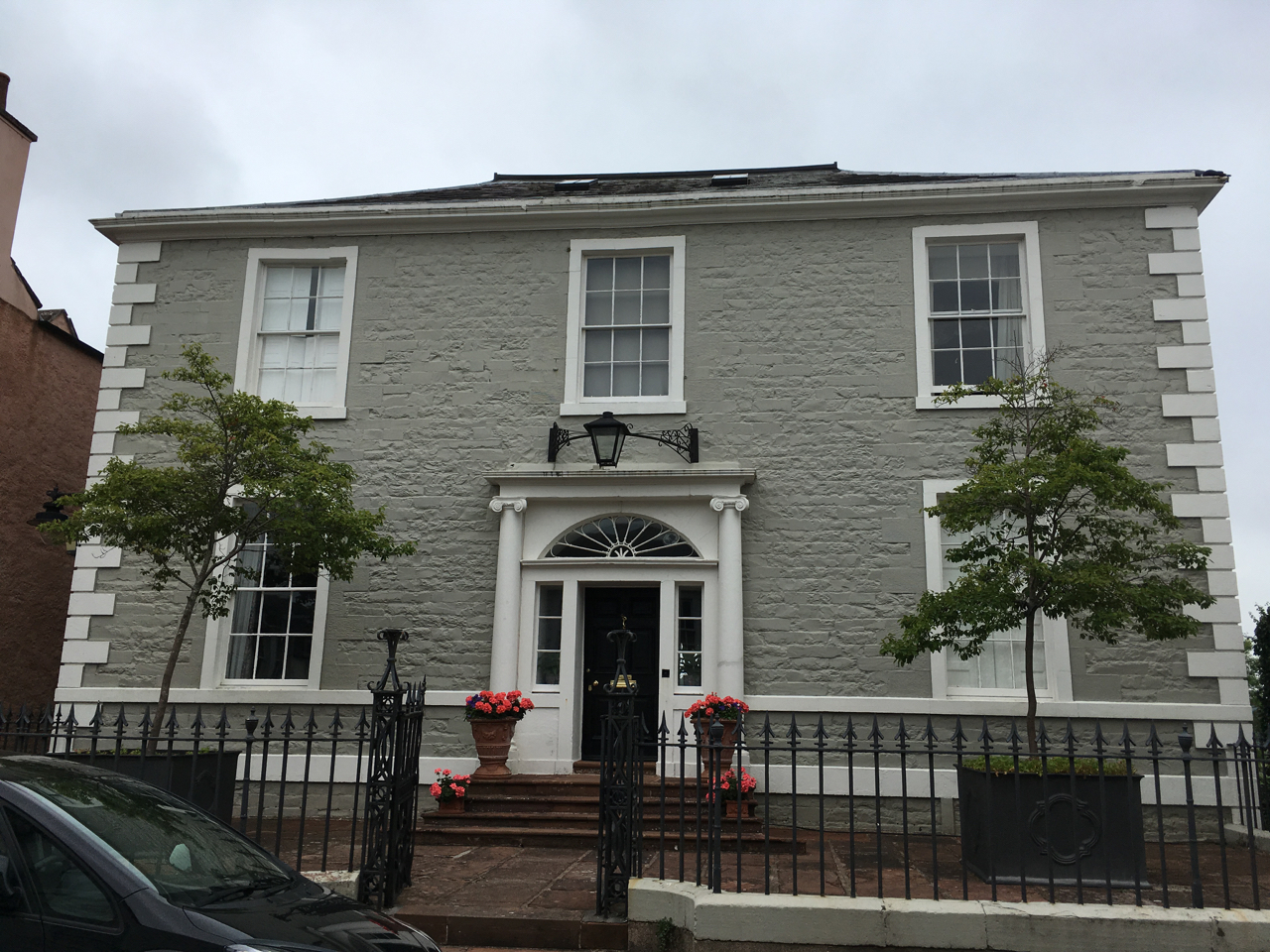
Blair House

Blair House ist eine Villa in der schottischen Kleinstadt Kirkcudbright in der Council Area Dumfries and Galloway. 1971 wurde das Bauwerk in die schottischen Denkmallisten in der höchsten Denkmalkategorie A aufgenommen.
Die Villa liegt an der High Street im historischen Zentrum Kirkcudbrights nahe dem linken Ufer des Dee. Sie wurde 1817 für den Schriftsteller Robert Gordon erbaut. Das letzte Familienmitglied verstarb 1933 in Blair House.

## Beschreibung
Das freistehende Gebäude ist symmetrisch aufgebaut. Die ostexponierte Frontseite der zweistöckigen Villa ist drei Achsen weit. Das Mauerwerk besteht aus grob zu Quadern behauenem Bruchstein und ist entlang der Fassaden gestrichen, jedoch nicht verputzt. Ebenso wie die Gebäudeöffnungen und das schlichte Sockelgesimse sind die rustizierten Ecksteine farblich abgesetzt. Der zentrale Eingangsbereich ist über eine Vortreppe zugänglich. Er ist mit Gesimse und ionischen Säulen gestaltet. Schmale Fenster flankieren die Türe, die mit einem segmentbögigen Kämpferfenster abschließt. Entlang der Fassaden sind zwölfteilige Sprossenfenster verbaut.
Ein mittig halboktogonal hervortretender Turm mit schlossähnlicher Brüstung, der bis oberhalb der Traufe reicht, dominiert die Gebäuderückseite. Das Gebäude schließt mit einem schiefergedeckten Plattformdach. Der Innenraum ist mit Pilastern und eine Treppe mit gusseiserner Balustrade gestaltet. Die Gesimse des oktogonalen Salons zeigen naturalistische Motive.